# Bram (voornaam)
Bram is een voornaam die afgeleid is van de voornaam Abraham. 
In het Nederlands taalgebied komt de naam Bram veel voor. Tussen 2001 en 2005 stond deze naam in de top 10 van de meest populaire namen voor baby's.

## Bekende naamdragers
- Bram Appel, Nederlands voetballer en trainer
- Bram Behr, Surinaams journalist
- Bram Bogart, Nederlands-Belgisch kunstschilder
- Bram Evers, Nederlands atleet
- Bram Groeneweg, Nederlands atleet
- Bram Koopman, Nederlands econoom en politicus
- Bram Krikke, Nederlands radio-dj
- Bram van Leeuwen, Nederlands zakenman
- Bram van der Lek, Nederlands politicus
- Bram Lomans, Nederlands hockeyer
- Bram Moszkowicz, Nederlands advocaat
- Bram van Ojik, Nederlands politicus
- Bram Peper, Nederlands socioloog en politicus
- Bram van Polen Nederlands voetballer
- Bram Roth, Nederlands beeldhouwer
- Bram Rutgers, Nederlands politicus
- Bram Som, Nederlands atleet
- Bram van Splunteren, Nederlands programmamaker/filmmaker
- Bram Stemerdink, Nederlands politicus
- Bram Stoker, Iers schrijver
- Bram Tankink, Nederlands wielrenner
- Bram van Velde, Nederlands kunstschilder
- Bram Vermeulen (artiest), Nederlands zanger, componist en cabaretier
- Bram Vermeulen (journalist), Nederlands journalist
- Bram Wassenaar, Nederlands atleet
- Bram Wiggins, Brits componist en dirigent
- Bram Zeegers, Nederlands advocaat